# Hjärtats orkester
Hjärtats orkester är ett femmannaband, men på skivorna tillkommer oftast fler musiker.
Hjärtats orkester började jobba med sin debut-EP 2003. Sångaren Nils Sundberg skriver texterna. Hjärtats orkester har släppt tre EP i vad de kallar en trilogi; rött (Hjärtats orkester), gult (Flykt-EP:n) och blått (Ensamma hjärtan). Med hjälp av dessa grundfärger kan man blanda alla andra färger och det är det som är tanken eftersom skivorna speglar en viss sinnesstämning.

## Medlemmar
- Jens Back, spelar även i Hovet
- Tobias Wiik, spelade trummor i trallpunkbandet Räserbajs
- Simon Ljungman, spelar även i Augustifamiljen

## Diskografi
- 2007 – Ensamma Hjärtan
- 2007 – Sju dar för länge (singel)
- 2006 – Löjliga att skåda (singel)
- 2006 – Flykt Ep:n
- 2005 – Dansen i Salvador (singel)
- 2005 – Hjärtats orkester
- 2005 – Breda hjärtan (singel)